# Морфология (биология)
Морфоло́гия (в биологии) изучает как внешнее строение (форму, структуру, цвет, образцы) организма, таксона или его составных частей, так и внутреннее строение живого организма (например, морфология человека). Подразделяется на наружную морфологию (или эйдономию) и внутреннюю морфологию (или анатомию). Морфология отличается от физиологии тем, что последняя изучает в первую очередь функционирование организма.
Фактически, понятие морфологии ввёл немецкий поэт и естествоиспытатель И. В. Гёте, определив её как «учение о форме органических тел, её образовании и преобразовании».
Также применяется термин «общая морфология», который указывает на известные или главные отличительные стороны организма или морфологии таксона. Описание общей морфологии организма могло бы включать, к примеру, его форму, главные цвета, основную расцветку и т. д., но не мелкие детали.
Большинство таксонов отличаются от других по морфологическим признакам. Как правило, близкие таксоны имеют гораздо меньше отличий, чем более удалённые, связанные с ними, но есть и исключения из этого. Однако ненадёжность опоры только на морфологические данные заключается в том, что при анализе ДНК двух групп морфологически отличающих организмов может оказаться, что все они принадлежат к одному виду. И наоборот, иногда не связанные таксоны оказываются одинаковыми по внешнему виду путём конвергентной эволюции или даже путём мимикрии.